# Rechberg bei Olk
Das Naturschutzgebiet Rechberg bei Olk liegt auf dem Gebiet der Ortsgemeinde Ralingen im Landkreis Trier-Saarburg in Rheinland-Pfalz westlich und nordwestlich des Ralinger Ortsteils Olk. Durch das Gebiet verläuft die Landesstraße L 42, nordwestlich verläuft die Kreisstraße K 9 und östlich die K 1. Am südwestlichen Rand des Gebietes verläuft die B 418, südwestlich fließt die Sauer und verläuft die Staatsgrenze zu Luxemburg. Am südlichen Rand des Gebietes fließt der Olker Bach, südlich schließt sich direkt das rund 99 ha große Naturschutzgebiet Ralinger Röder an.

## Bedeutung
Das rund 48 ha große Gebiet wurde im Jahr 1986 unter der Kennung 7235-002 unter Naturschutz gestellt. Schutzzweck ist die Erhaltung des Rechberges mit seinen artenreichen Kalkmagerrasen, Gebüschsäumen und Laubmischwaldformationen. Diese Biotope sind Lebensraum wärmeliebender Tier- und Pflanzengesellschaften mit zahlreichen seltenen, bestandsbedrohten Arten, insbesondere von Orchideen und Insekten.